# Société des naturalistes de Cardiff
La Cardiff Naturalists Society (en français, Société des naturalistes de Cardiff) est une société d'histoire naturelle et d'histoire dont le siège est à Cardiff, au pays de Galles.

## Histoire
La société est fondée en 1867 dans le but de promouvoir l'étude de l'histoire naturelle, de la géologie et des sciences naturelles, en lien avec l'archéologie et la zoologie,.
William Adams, E. S. Robinson, James Bell et Peter Price qui deviendra le douzième président en 1883-1884, fondent la société en 1867. William Adams est durant six ans, son premier président (1867-1873). Franklin George Evans adhère en 1869, à l'inivtation de William Adams, puis lui succède à la présidence en 1873-1874,.
Robert Drane, collectionneur de céramiques et de cuillères anciennes, amateur d'antiquités et d'histoire naturelle, joue un rôle important dans la fondation de la société, dont il est le 24e président en 1896-1897.

## Fonctionnement
La société organise des visites de terrain et des conférences, en lien avec les musées de Cardiff et les institutions universitaires.

## Activités et partenariats
La société a notamment des liens étroits avec le musée national du pays de Galles. Sa bibliothèque d'environ 10 000 volumes est abritée par le musée national de Cardiff.
De 1867 à 1986, la société publie un rapport d'activités, concernant les acquisitions, et des études de botanique, zoologie, géologie, archéologie, histoire et  météorologie du sud-est du pays de Galles, ainsi que des bulletins météorologiques. Ce rapport est devenu une lettre d'information, publiée en ligne depuis le numéro 53 de mars 2002.
Depuis 2011, la société décerne un prix de biologie qui récompense le projet d'étude d'un étudiant de deuxième année de cette discipline inscrit à l'université de Cardiff. Ce prix est remis en l'honneur de Mary Gillham et d'Ursula Henriques, qui ont participé à son financement.

## Membres connus
- Marie Gillham
- Harry Morrey Salmon
- Eleanor Vachell, première femme présidente de la société